# Andy Bell (musicista)
Andrew Piran Bell, detto Andy (Cardiff, 11 agosto 1970), è un chitarrista e bassista gallese, attuale chitarrista e cantante dei Ride e bassista degli Oasis.
Bell è stato anche membro degli Hurricane #1 e dei Beady Eye, una costola degli Oasis che ha pubblicato due album in studio tra il 2009 e il 2014. Con i Ride, Bell ha contribuito a dare impulso allo shoegaze, un sottogenere del rock alternativo che ha raggiunto il suo picco di popolarità nei primi anni '90. 
Bell si unì agli Oasis per la prima volta nel novembre 1999, dopo l'abbandono del bassista fondatore Paul "Guigsy" McGuigan, e rimase membro della band per dieci anni fino allo scioglimento del gruppo nel 2009. Bell contribuì agli ultimi tre album in studio della band – Heathen Chemistry (2002), Don't Believe the Truth (2005) e Dig Out Your Soul (2008) – spesso contribuendo alla scrittura dei brani e ricevendo il merito di essere l'unico autore di diversi brani. Nel 2025, a distanza di sedici anni, Bell torna a suonare negli Oasis in vista del loro Oasis Live '25.
Bell ha pubblicato cinque album da solista: The View from Halfway Down (2020), Pattern Recognition (2021), Flicker (2022), Tidal Love Numbers (2023) e Pinball Wanderer (2025). Dal 2023, Bell è membro del supergruppo Mantra of the Cosmos, insieme a Shaun Ryder, Zak Starkey e Bez .

## Carriera

### Ride
Bell formò i Ride con Mark Gardener (chitarrista), che incontrò alla Cheney School di Oxford, Laurence Colbert (batterista) e Steve Queralt (bassista), che incontrò durante i suoi studi di specializzazione in Arte e Design a Banbury nel 1988. Mentre era ancora a Banbury, la band produsse un demo su nastro contenente i brani Chelsea Girl e Drive Blind. Nel febbraio del 1989, ai Ride fu chiesto di sostituire una band ad un concerto studentesco al Politecnico di Oxford (ad oggi Oxford Brookes University), dove attirarono l'attenzione di Alan McGee. Dopo aver aperto il concerto dei Soup Dragons nel 1989, McGee li firmò con la Creation Records, un evento chiave della carriera di Bell.
Con i Ride, Bell pubblicò tre EP tra gennaio e settembre del 1990, intitolati Ride, Play e Fall. Sebbene gli EP ottennero un certo successo in classifica per ogni uscita, ricevettero sufficienti elogi dalla critica da rendere i Ride i beniamini dei giornalisti musicali. I primi due EP furono infine pubblicati insieme come Smile nel 1992, mentre l'EP Fall fu successivamente incorporato nelle versioni CD del loro LP di debutto, Nowhere, pubblicato nell'ottobre del 1990, che fu accolto come un successo dalla critica, con i media che definirono i Ride "la speranza più luminosa" del 1991. In Nowhere , Bell contribuì a creare canzoni come Seagull, Kaleidoscope, In a Different Place, Polar Bear, Dreams Burn Down, Paralysed e Vapour Trail.
All'inizio del 1991 si vociferava che Robert Smith dei The Cure si fosse rifiutato di esibirsi al concerto del Great British Music Weekend a meno che anche i Ride non fossero stati tra gli artisti in scaletta. Difatti i Ride si esibirono insieme a The Wedding Present, Carter USM e The Cure al Great British Music Weekend. A "Nowhere" seguì nel marzo 1992 Going Blank Again. Le chitarre ritmiche gemelle di Bell e Gardener, entrambe distorte e con pedali wah-wah che si influenzavano a vicenda, furono considerate il culmine del successo di critica e di classifica dell'album. In Going Blank Again, Bell contribuì alla creazione di brani come Not Fazed, Chrome Waves, Time Of Her Time, Cool Your Boots e Making Judy Smile.
Nonostante una solida fanbase e un certo successo mainstream, la mancanza di una svolta contribuì ad aumentare delle tensioni interne alla band, soprattutto tra Gardener e Bell. Il loro terzo LP, Carnival of Light, uscì nel 1994, dopo che lo shoegazing aveva ceduto il passo al Britpop. In Carnival of Light , Bell contribuì alla creazione di brani come Birdman, Crown Of Creation, Endless Road, Magical Spring, Rolling Thunder e I Don't Know Where It Comes From. Nel frattempo alla Creation Records si unirono gli Oasis, che raggiunsero la fama nel 1994 con il loro album di debutto Definitely Maybe. Una volta entrati nell'etichetta discografica, Bell si dichiarò uno dei primi fan della band e strinse amicizia con i fratelli Gallagher.
Il 1995 vide lo scioglimento della band durante le registrazioni del loro quarto album, Tarantula, a causa di tensioni creative e personali tra i due chitarristi. Bell scrisse diverse canzoni per l'album, una delle quali – Castle on the Hill – è stata interpretata come una lamentela per la situazione della band. Bell contribuì anche con canzoni come Black Nite Crash, Sunshine / Nowhere To Run, Dead Man, Walk On Water, Mary Anne, The Dawn Patrol, Burnin e Starlight Motel. All'uscita dell'album (11 marzo 1996), fu annunciato che la band si sarebbe sciolta dopo una settimana.
Dopo lo scioglimento, sia Bell che Gardener hanno riflettuto di più sulle ragioni per cui il gruppo si è disintegrato, con Bell in particolare che ha ammesso di avere contribuito allo scioglimento.
Il 18 novembre 2014, con un post sul proprio profilo Twitter, Andy Bell annuncia la ricostituzione dei Ride, composti da Bell, dal cantante Mark Gardener, dal bassista Steve Queralt e dal batterista Laurence Colbert. La band intraprende un tour di otto mesi in Europa e Nord America nel 2015. Questo ha comportato due spettacoli principali al Primavera Sound e al Field Day di Londra. Nel novembre 2016 si vocifera che ci sarebbe stato un nuovo album previsto per il 2017. Il produttore e DJ, Erol Alkan, ha dato la notizia su Twitter che era stato in studio con la band, per il loro primo album a distanza di vent'anni dopo lo scioglimento. Weather Diaries, il quinto album in studio dei Ride, è stato pubblicato il 16 giugno 2017 con l'etichetta Wichita Recordings.
Nell'agosto 2019, i Ride hanno pubblicato il loro sesto album in studio, This Is Not a Safe Place, che ha raggiunto la posizione numero 7 nelle classifiche del Regno Unito. L'uscita è stata supportata da un tour mondiale. 
Nel novembre 2022, i Ride hanno annunciato che la band stava lavorando a un settimo album, la cui uscita è prevista per il 2023 o il 2024. Durante un'esibizione di supporto a Noel Gallagher a Taunton nell'agosto 2023, la band ha confermato che i lavori dell'album erano stati completati, con una data di uscita ancora da decidere. L'11 gennaio 2024, i Ride hanno annunciato il loro settimo album, Interplay, anticipato dall'uscita del singolo Peace Sign. L'album è uscito il 29 marzo 2024.

### Hurricane #1

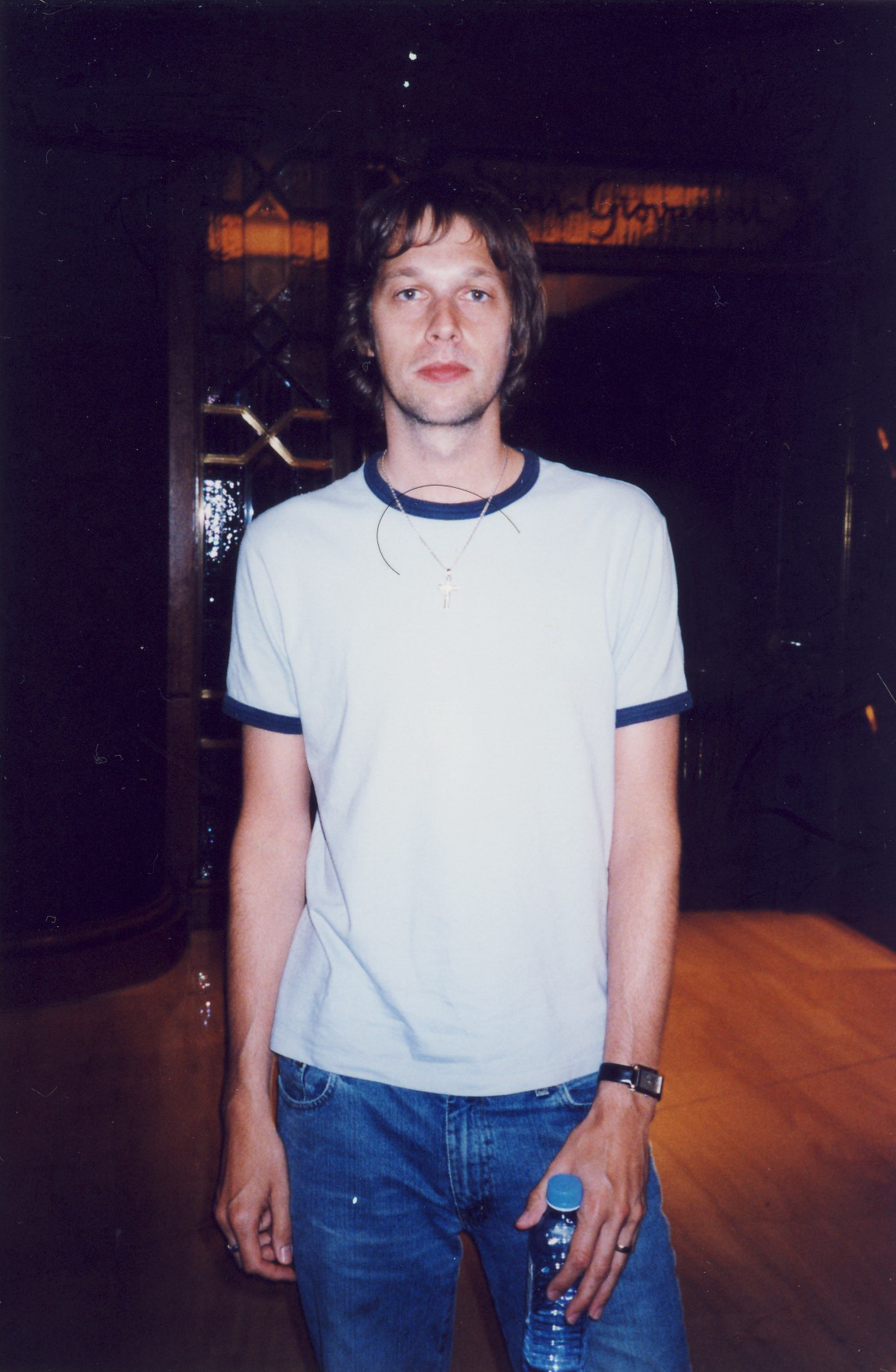
Andy Bell

Andy ricompare nel 1997 con gli Hurricane #1, un'altra band della Creation Records, come i Ride. Ispirato dagli Oasis, Bell aveva reclutato un cantante più grintoso, Alex Lowe, che avrebbe cantato le canzoni che Bell aveva scritto per lui. Lo stesso anno pubblicarono il loro primo album, anch'esso intitolato Hurricane #1. Il loro primo singolo, Step into My World, raggiunse la posizione numero 29 nelle classifiche britanniche (un remix raggiunse la posizione numero 19 quello stesso anno), seguito da altri singoli meno riusciti come Just Another Illusion e Chain Reaction. Il loro secondo album, Only the Strongest Will Survive, uscì nel 1998 e la title track fu pubblicata come singolo raggiungendo la posizione numero 19. In particolare, questo album contiene l'unica canzone di Hurricane #1 non scritta da Bell, What Do I Know?, scritta da Alex Lowe.
Gli Hurricane #1 attirò l'attenzione per la loro somiglianza con gli Oasis. Lo stesso Bell affermò: "Hurricane #1 non è tanto influenzato dagli Oasis, quanto piuttosto ispirato dagli Oasis". I loro album non vendettero bene rispetto ai Ride. Nel 1999, la stampa musicale annunciò che Bell sarebbe andato in tour come chitarrista con la band Gay Dad. Ma di fatto Bell non si unirà alla band in quanto verrà contattato dagli Oasis.

### Oasis
Nel 1999 gli Oasis sono alla ricerca di un rimpiazzo per il bassista Guigsy e il chitarrista ritmico Bonehead. Quest'ultimo è sostituito da Gem Archer. L'idea Andy Bell venne a Liam, nonostante il parere inizialmente avverso di suo fratello Noel in quanto Andy non era un bassista. Andy, che aveva appena lasciato Oxford per trasferirsi in Svezia con moglie e figlia, assunse il nuovo ruolo dopo aver imparato in fretta a suonare il basso facendo riferimento alle canzoni classiche del repertorio degli Oasis. Nel frattempo il videoclip di Go Let It Out degli Oasis esce con Noel al basso, Gem alla chitarra di Noel e Liam alla chitarra ritmica. Andy entra di fatto a far parte degli Oasis nel tour di promozione dell'album Standing on the Shoulder of Giants. Non avendo partecipato alle sessioni di registrazione del disco inizialmente percepisce uno stipendio di musicista dal vivo.
Bell scrive il primo pezzo con gli Oasis in una versione tutta strumentale, A Quick Peep, in cui lui suona basso e chitarra e Noel la batteria. È autore anche di testi. Ha scritto, per Don't Believe the Truth del 2005, i pezzi Turn Up The Sun e Keep The Dream Alive, oltre alla b-side di Stop Crying Your Heart Out, Thank You for the Good Times. In merito a Turn Up The Sun Andy ha detto di averla scritta in una foresta nei pressi della sua casa in Svezia, sotto l'effetto di droghe, nel pieno della notte. Gli Oasis scelgono Turn Up the Sun come brano di apertura di tutti i concerti del tour di Don't Believe the Truth.
Per l'album Dig Out Your Soul, uscito nell'ottobre 2008, scrive The Nature Of Reality, un pezzo che riflette, secondo quanto dichiarato dallo stesso Bell, un periodo molto difficile della sua vita, caratterizzato da una crisi matrimoniale.
Nel 2025, a distanza di sedici anni, Bell ritorna a suonare negli Oasis in vista del loro tour.

### Beady Eye
Dopo lo scioglimento degli Oasis torna a suonare la chitarra e lo fa per i Beady Eye, proseguendo la collaborazione con Liam Gallagher, Gem Archer e Chris Sharrock. Per l'album Different Gear, Still Speeding, del 2011, ha scritto Four Letter Word, Millionaire, Kill For A Dream e The Beat Goes On. Per il secondo album, BE, del 2013, ha scritto Face The Crowd, Soon Come Tomorrow e I'm Just Saying.
La band si scioglie nel 2014.